# Erwin Mill
Erwin Mill (* 20. Februar 1927 in Eberswalde; † 22. Januar 2022) war ein deutscher Fußballspieler. Der Defensivspieler absolvierte beim Bremer SV von 1949 bis 1955 in der Fußball-Oberliga Nord 167 Ligaspiele und erzielte acht Tore.

## Karriere

### Anfänge
Mit acht Jahren begann der Schüler Erwin Mill beim SV Eberswalde in der Jugend mit dem Fußball im Verein. Mit 17 Jahren wurde er bereits im Laufe des Zweiten Weltkriegs in der 1. Mannschaft eingesetzt. Durch den Krieg kam er 1945 nach Bremen. Ab der Saison 1947/48 war er als Aktiver beim SV Hemelingen im Einsatz und  belegte in der NFV-Verbandsliga, Staffel Bremen, den 3. Rang. Im zweiten Jahr, 1948/49, gehörte er der Bremer Meistermannschaft an, welche sich vor den zwei Delmenhorster Clubs FC Roland und SSV, in der Verbandsliga Bremen durchgesetzt hatte. Danach stand noch eine Qualifikationsrunde zur Teilnahme an der Aufstiegsrunde zur Oberliga Nord gegen den SV 07 Linden, VfB Oldenburg, VfB RW Braunschweig und Preußen Hameln an, wo Mill mit Hemelingen nach einem 2:0 am 4. Juni 1949 gegen Braunschweig den 2. Platz belegte und damit in die Aufstiegsrunde einzog. Dort setzten sich aber der VfB Oldenburg und der Harburger TB durch, Mill und seine Mannschaftskameraden hatten mit 3:7 Punkten keine ernsthafte Rolle gespielt. Das letzte Heimspiel gegen Aufsteiger Oldenburg mit deren herausragenden Angreifer Felix Gerritzen gewann der SV am 3. Juli mit 3:1 und Mill zeigte sich in den Duellen gegen Gerritzen als linker Verteidiger als ein Spieler, der auch in der Oberliga Nord bestehen könnte. Er wechselte im Laufe des Sommers zum Bremer SV in die Oberliga Nord.

### Bremer SV, 1949 bis 1959
Am 4. September 1949 debütierte er an der Seite von Verteidigerkollege Hans Maaßen bei einer 2:3-Auswärtsniederlage bei TuS Bremerhaven 93 in der Oberliga. Knapp erreichte der BSV mit 21:39 Punkten auf dem 14. Rang den Klassenerhalt. Lediglich 10:20 Punkte in 15 Heimspielen waren eine zu schwache Ausbeute, so dass es im Kampf um den Klassenerhalt eng wurde und schließlich die 11:19 Auswärtspunkte den Ausschlag zum Verbleib in der Oberliga Nord wurden. Mindestens anfangs noch umstritten – so heißt es in einem Zeitungsbericht von Ende Oktober 1949 noch, „[d]ie Neuerwerbungen Aljets […] und Mill [.. seien] ihre Bewährungsprobe bis heute noch schuldig geblieben“ – gehörte Neuzugang Mill sofort der Stammbesetzung der Mannschaft von Trainer Curt Reicherdt an, kam auf 24 Ligaeinsätze und erzielte noch sieben Tore. Er war im Rundenverlauf auch im Angriff der Blau-Weißen aufgelaufen und hatte dabei seine sieben Tore an der Seite der Leistungsträger Oskar Kurzawski, Maaßen, Armin Merz, Kurt Rosiejka, Hans Pühl und Josef Zöllner erzielt.
In seinem zweiten Oberligajahr, 1950/51, schob sich der BSV in der Tabelle nach vorne und belegte den 7. Rang. Hierzu hatte vor allem der neu hinzu gekommene Ex-Nationalspieler Erich Hänel beigetragen, der das Kombinationsspiel des BSV wesentlich bereichert hatte.
Am 27. Juni 1953 vertrat Mill die Bremer Farben bei einem Freundschaftsspiel gegen Nordholland. Beim 7:1-Erfolg bildete er vor Torhüter Günther Lühr mit Vereinskollege Fred Hoyer das Verteidigerpaar und Rolf Martens stürmte am rechten Flügel.
Mill musste jedoch 1954/55 als Vorletzter von 16 Mannschaften mit dem Bremer SV in die Amateurliga Bremen absteigen. Mit einem Punkt Rückstand zu den punktgleichen Mannschaften vom VfL Wolfsburg, Göttingen 05 und Arminia Hannover, welche jeweils 24:36 Punkte vorzuweisen hatten, rangierte der BSV 1954/55 auf dem 15. Rang mit 23:37 Punkten und stieg damit in das Amateurlager ab. Mill verabschiedete sich am 24. April 1955 bei einer 1:2-Auswärtsniederlage bei Bremerhaven 93 aus der Oberliga Nord. An der Seite von Hans Stephan, Rolf Martens, Manfred Rock und Oskar Kurzawski blieb er als Vertragsspieler trotz Abstieg ins Amateurlager erhalten.
Im Bremer Amateurlager feierte er 1956 und 1958 noch zwei Meisterschaften mit der Mannschaft vom späteren Stadion am Panzenberg, in den Aufstiegsrunden scheiterte er aber jeweils. Nach einer schweren Meniskusverletzung beendete er 1959 seine Spielerlaufbahn. Anschließend lief er für die zweite sowie später die AH-Mannschaft des Klubs auf, nach seiner aktiven Zeit war er zeitweise Trainer sowohl der ersten als auch zweiten Mannschaft des Bremer SV.
Der gelernte Maschinenbaumeister trainierte später die BSV-Amateure und wurde am 5. September 1981 mit einem Abschiedsspiel gegen den FC Parlament gewürdigt, an dem unter anderem auch die ehemaligen Bundesligaspieler Hans Schulz und Helmut „Pico“ Heeren teilnahmen.